# 卫绾
卫绾（？—前133年），西汉政治人物，代国大陵（今山西省文水县）人，汉文帝、汉景帝时期历任中郎将、太子太傅、御史大夫、丞相等职。

## 生平
卫绾膂力过人，且有高超的御车之术，汉文帝做代王时，他就护驾于左右，文帝即位后，他随至京师为郎官，不久升中郎将。谨慎小心，为文帝信任。汉文帝临终前，曾嘱咐太子刘启（即汉景帝）说，卫绾是长者，应该尊敬他。

### 景帝时期
景帝即位后，卫绾仍为中郎将，为景帝出入备乘，警骅相从。如此一年多光景，卫绾也不声言。后来，汉景帝游幸上林苑，专召卫绾参乘，回宫后又赐其宝剑。从此，受到汉景帝的启用，任为河间王太傅。景帝三年（前154年）春，“吴楚七国之乱”爆发，卫绾受命率河间国士卒参与平定七国之乱的战争，以功升中尉。三年后，又以军功受封为建陵侯。
景帝七年，废太子刘荣，严治刘荣生母栗氏之亲属。卫绾因係栗氏亲属而受株连。但因他忠厚，景帝不忍加诛，赐其免官归家。不久，刘彻为太子，卫绾又受诏为太子太傅，旋升为御史大夫，专治刑狱；五年后升为丞相。

### 武帝时期
汉武帝即位元年，令大臣举荐贤良方正直言极谏的人才，武帝亲自出题，围绕古今治理天下之道。丞相卫绾奏：所举贤良，或治申、商、韩非、苏秦、张仪之言，乱国政，请皆罢，奏可。
其年六月，被以不称职之名罢免。汉武帝以窦婴为丞相，取代卫绾。以田蚡为太尉，以牛抵担任御史大夫，取代直不疑。元光二年（前133年），因病去世，谥号哀侯。

## 家庭
子卫信嗣侯，元鼎五年，因酎金被除国。

## 延伸阅读
[在维基数据编辑]
 《史記/卷103》，出自司馬遷《史記》
 《漢書/卷046》，出自班固《漢書》

### 书籍
- 《漢書·卷046》

| 前任： 嘉 | 西汉中尉 前154年—前150年 | 繼任： 郅都 |

| 前任： 刘舍 | 西汉御史大夫 前147年—前143年 | 繼任： 直不疑 |
| 前任： 刘舍 | 西汉丞相 前143年—前140年     | 繼任： 窦婴   |